# Czaple-Andrelewicze (gromada)
Czaple-Andrelewicze – dawna gromada, czyli najmniejsza jednostka podziału terytorialnego Polskiej Rzeczypospolitej Ludowej w latach 1954–1972.
Gromady, z gromadzkimi radami narodowymi (GRN) jako organami władzy najniższego stopnia na wsi, funkcjonowały od reformy reorganizującej administrację wiejską przeprowadzonej jesienią 1954 do momentu ich zniesienia z dniem 1 stycznia 1973, tym samym wypierając organizację gminną w latach 1954–1972.
Gromadę Czaple-Andrelewicze z siedzibą GRN w Czaplach-Andrelewiczach utworzono – jako jedną z 8759 gromad na terenie Polski – w powiecie sokołowskim w woj. warszawskim, na mocy uchwały nr VI/10/21/54 WRN w Warszawie z dnia 5 października 1954. W skład jednostki weszły obszary dotychczasowych gromad Bartków Nowy, Bartków Stary, Czaple, Czaple kolonia, Mogielnica i Zaleś ze zniesionej gminy Korczew oraz obszar dotychczasowej gromady Czaple-Andrelewicze ze zniesionej gminy Wyrozęby w tymże powiecie. Dla gromady ustalono 15 członków gromadzkiej rady narodowej.
31 grudnia 1959 z gromady Czaple-Andrelewicze wyłączono wsie Czaple-Wieś, Bartków Nowy, Bartków Stary, Mogielnica i Zaleś, włączając ją do gromady Korczew w powiecie łosickim w tymże województwie, po czym gromadę Czaple-Andrelewicze zniesiono a jej (pozostały) obszar włączono do gromady Wyrozęby-Podawce w powiecie sokołowskim.